# Нью-Уэстминстер Брюинз
«Нью-Уэстминстер Брюинз» (англ. New Westminster Bruins) — молодёжный хоккейный клуб из города Нью-Уэстминстер, провинция Британская Колумбия, Канада. Команда играла с 1971 по 1981 год и с 1983 по 1988 год в одной из трёх лучших юношеских хоккейных лиг Канады — Западной хоккейной лиге (WHL).

## История
В 1971 году команда «Эстеван Брюинз» из Западной хоккейной лиги (WHL) была переведена из Эстевана, Саскачеван, в Нью-Уэстминстер, Британская Колумбия, и переименована в «Нью-Уэстминстер Брюинз». В середине 1970–х годов команда четыре раза подряд выигрывала Кубок Эда Чиновета, становясь чемпионами WHL с 1975 по 1978 год, и четыре раза подряд доходила до финала Мемориального кубка, выиграв в 1977 и 1978 годах. Через десять лет, в 1981 году, команда переехала в Камлупс, Британская Колумбия, и впоследствии выступала в WHL под названием «Камлупс Джуниор Ойлерз».
После сезона 1982-83 годов команда WHL «Нанаймо Айлендерс» переехала в Нью-Уэстминстер. Эта команда продолжила историю первых «Нью-Уэстминстер Брюинз» и выступала в WHL еще пять лет, после чего переехала в Кенневик, штат Вашингтон, где с тех пор выступает в WHL под названием «Трай-Сити Американс».